# Río Arenteiro
Río Arenteiro är ett vattendrag i Spanien. Det ligger i provinsen Provincia de Ourense och regionen Galicien, i den nordvästra delen av landet, 400 km nordväst om huvudstaden Madrid.